# Kubwa singularis
Kubwa singularis är en spindelart som beskrevs av Griswold 200. Kubwa singularis ingår i släktet Kubwa och familjen Cyatholipidae.
Artens utbredningsområde är Tanzania. Inga underarter finns listade i Catalogue of Life.